# Berliște
Berliște è un comune della Romania di 1178 abitanti, ubicato nel distretto di Caraș-Severin, nella regione storica del Banato.
Il comune è formato dall'unione di 5 villaggi: Berliște, Iam, Milcoveni, Rusova Nouă, Rusova Veche.

## Geografia fisica
Berliște confina a nord con i comuni di Vrani e Răcășdia, ad est con quello di Ciuchici, mentre a sud e ad ovest confina con il territorio della Serbia.
Il comune fa parte del bacino idrografico del fiume Caraș, che per circa 4,5 km costituisce il confine tra il comune ed il territorio serbo; affluenti del Caraș che scorrono sul territorio del comune sono i torrenti Vicinic, con il suo affluente Valea Crivaia, e Valea Vanei.
Il territorio è prevalentemente pianeggiante, con il rilievo massimo che raggiunge i 129 m s.l.m.